# Ace of Spades (singolo Motörhead)
Ace of Spades (Asso di picche) è una canzone della band heavy metal Motörhead. È stato pubblicato come singolo nel 1980 ed incluso nell'omonimo album.

## La canzone
La canzone è la più famosa della band londinese e parla del gioco d'azzardo.
Il 6 settembre 1980 Lemmy, frontman dei Motörhead, è stato intervistato da Graham Neil nel varietà Rock On Saturday, di BBC Radio 1; con la band ha suonato le canzoni "Bomber", "Ace of Spades" e "Love Me Like A Reptile".
Nel 1988 è stata pubblicata (e più tardi ritirata dal mercato) un'altra versione della canzone intitolata Ace of Spades (live).
Successivamente, è stata pubblicata anche una versione dal titolo "Ace of Spades (The CCN Remix)", come si può vedere nella raccolta All the Aces.
La canzone si è posizionata al numero 10 nella speciale classifica redatta da VH1, 40 Greatest Metal Songs; nel marzo 2005 ha raggiunto la posizione 27 nella lista delle canzoni con più impatto chitarristico.
I motti più conosciuti della traccia sono:
(da Ace of Spades)
(da Ace of Spades)

## Tracce
- 7" & 12" (Bronze Records, BRO 106)

Versione natalizia.

Testi e musiche di Kilmister, Clarke, Taylor.
1. Ace of Spades – 2:49
2. Dirty Love – 2:57

Durata totale: 5:46

## Edizioni speciali
Il singolo è stato pubblicato anche in versione natalizia in vinile e quindi con una copertina diversa. L'edizione era limitata di sole 50 000 copie.
Inoltre, sempre la Bronze Records, ha messo in commercio altre versioni del singolo in paesi come Germania, Spagna e Giappone, sempre con una cover diversa.
Nel 2008 è stata registrata una nuova versione del brano per il videogioco Guitar Hero Metallica.

## Formazione
- Lemmy Kilmister - basso, voce
- "Fast" Eddie Clarke - chitarra
- Phil "Philty Animal" Taylor - batteria